# Barnabás Steinmetz
Barnabas Steinmetz (ur. 6 października 1975 w Budapeszcie) – węgierski piłkarz wodny, zdobywca złotego medalu z drużyną na Letnich Igrzyskach Olimpijskich w Sydney i na Letnich Igrzyskach Olimpijskich w Atenach.